# Ryuthela ishigakiensis
Ryuthela ishigakiensis HAUPT, 1983  è un ragno del genere Ryuthela, di cui è la specie tipo, e che appartiene alla famiglia Liphistiidae.
Il nome del genere deriva dalle isole Ryukyu, arco insulare fra il Giappone e Taiwan, dove sono diffusi, e dal greco θηλή, thelè, che significa capezzolo, ad indicare la forma che hanno le filiere.
Il nome proprio deriva dall'isola Ishigaki, appartenente all'arcipelago delle Ryukyu, dove è stata rinvenuta, e dal suffisso latino -ensis, che significa: presente, che è proprio lì.

## Caratteristiche
Ragno primitivo appartenente al sottordine Mesothelae: non possiede ghiandole velenifere, ma i suoi cheliceri possono infliggere morsi piuttosto dolorosi

## Riproduzione
Questa specie ha due spermateche di forma monolobata, vicine l'una all'altra o fuse con una larga apertura, e per queste caratteristiche è stata classificata nel Gruppo A dall'aracnologo Hirotsugu Ono insieme con R. sasakii, R. nishihirai, R. owadai, R. secundaria, e R. tanikawai.

## Distribuzione
Rinvenuta nell'isola Ishigaki, del gruppo di Isole Yaeyama, compreso nell'arcipelago delle isole Ryukyu.